# Tawerna

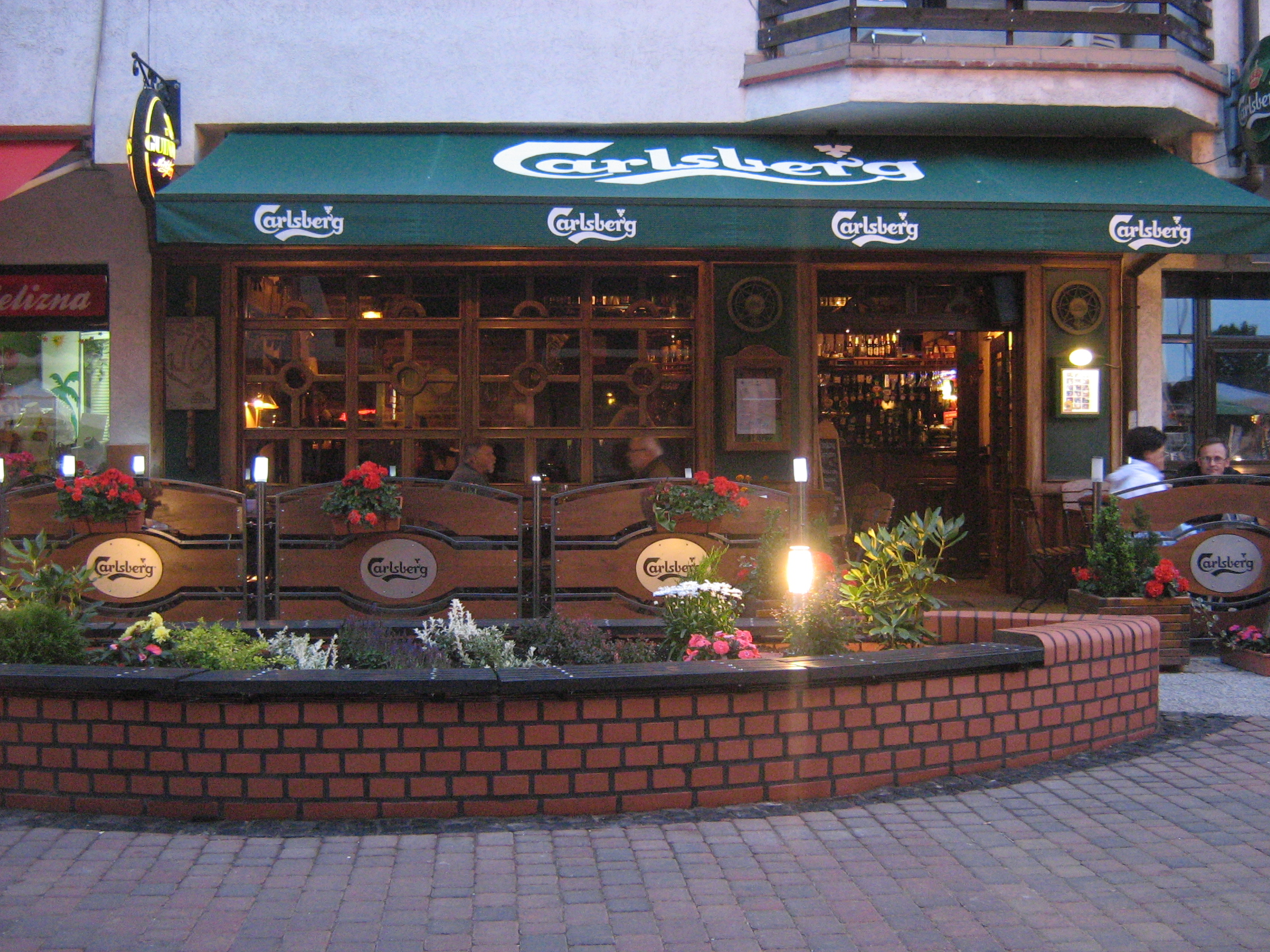
Tawerna „Róża Wiatrów” w Międzyzdrojach

Tawerna (wł. taverna, z łac. taberna) – słowo to w podanych językach oznacza ubogie mieszkanie, ubogą karczmę lub szopę. 

## Opis
Określenie to w ciągu lat przyjęło znaczenie odnoszące się do ubogiej karczmy portowej, przeznaczonej głównie dla rybaków i żeglarzy. Swoje pochodzenie wraz z nazwą wywodzi z państw południowej Europy położonych nad Morzem Śródziemnym, zwłaszcza z Włoch
Wyraz ten w języku polskim oznacza portową restaurację lub bar, których oferta (wystrój, atmosfera i menu) skierowane przede wszystkim do żeglarzy i rybaków, i kojarzą się z żeglarstwem.